# Curemonte
Curemonte település Franciaországban, Corrèze megyében. Lakosainak száma 215 fő (2022. január 1.). Curemonte Branceilles, La Chapelle-aux-Saints, Marcillac-la-Croze, Nonards, Puy-d’Arnac, Sioniac és Végennes községekkel határos.

## Népesség
A település népességének változása:
| Lakosok száma | 311  | 231  | 203  | 217  | 216  | 213  | 209  | 208  | 208  | 215  |
|               | 1968 | 1982 | 1990 | 2006 | 2013 | 2015 | 2017 | 2019 | 2020 | 2022 |